# 克洛夫斯基斜坡7號
克洛夫斯基斜坡7號（烏克蘭語：Кловський узвіз, 7а）是一座位於烏克蘭首都基輔的一座摩天大樓，截至2022年，該建築是烏克蘭最高的摩天大樓。該建築由安德烈·馬祖爾設計，高168公尺，共47層。其建築主要為住宅樓，但也設有商業用途等複合型設施。

## 設計和施工
該建築由建筑联盟和謝爾希·巴布甚金（Serhiy Babushkin）的工作室設計，他們還是構思基輔摩天大樓船帆商務中心和格列佛多功能綜合大樓的設計案。克洛夫斯基斜坡7號的建設計劃於2003年底開始，原訂於2007年底完工，但因為受到興建權限而停工。直到2008年3月13日，「Zhytlobud」有限責任公司從基輔建築和建築控制檢查處獲得了建造辦公和住宅綜合體的許可後，才正式進行建築物的建造工程。
2009年3月10日，辦公廳舍達到最大高度。在建設過程中，大樓面貌逐漸發生變化，高層部分的住宅層數也從37層增加到47層。2010年4月，18層的辦公室正式投入使用。2010年9月，大樓高度達到143米，超過當時烏克蘭第一高樓格列佛多功能綜合大樓的高度。
2011年3月8日，摩天大樓達到最高高度，47層全部建成，並準備在大樓頂部建造玻璃幕牆。
建築完工後，克洛夫斯基斜坡7號曾因聯合國教科文組織保護的世界遺產基輔洞窟修道院景觀的不利影響，而受到市民及各界人士的批評。

## 外部連結
- 官方网站